# Großsteingräber bei Zichow
Die Großsteingräber bei Zichow waren mehrere megalithische Grabanlagen unbekannter Zahl vermutlich der jungsteinzeitlichen Trichterbecherkultur bei Zichow im Landkreis Uckermark (Brandenburg). Sie wurden im 19. Jahrhundert zerstört. Nach Leopold von Ledebur wurden im Wald nahe dem Randowbruch mehrere große Steine gesprengt. Über Anzahl, Maße, Ausrichtung und Typ der Anlagen liegen keine Informationen vor. Bei den Sprengarbeiten wurden mehrere Keramikgefäße („Urnen und Aschekrüge“) gefunden, die aber nicht erhalten sind. Auf einem in der Nähe gelegenen Feld wurden zudem im 18. Jahrhundert ein Beil und eine Axt aus Stein gefunden.